# Exodul

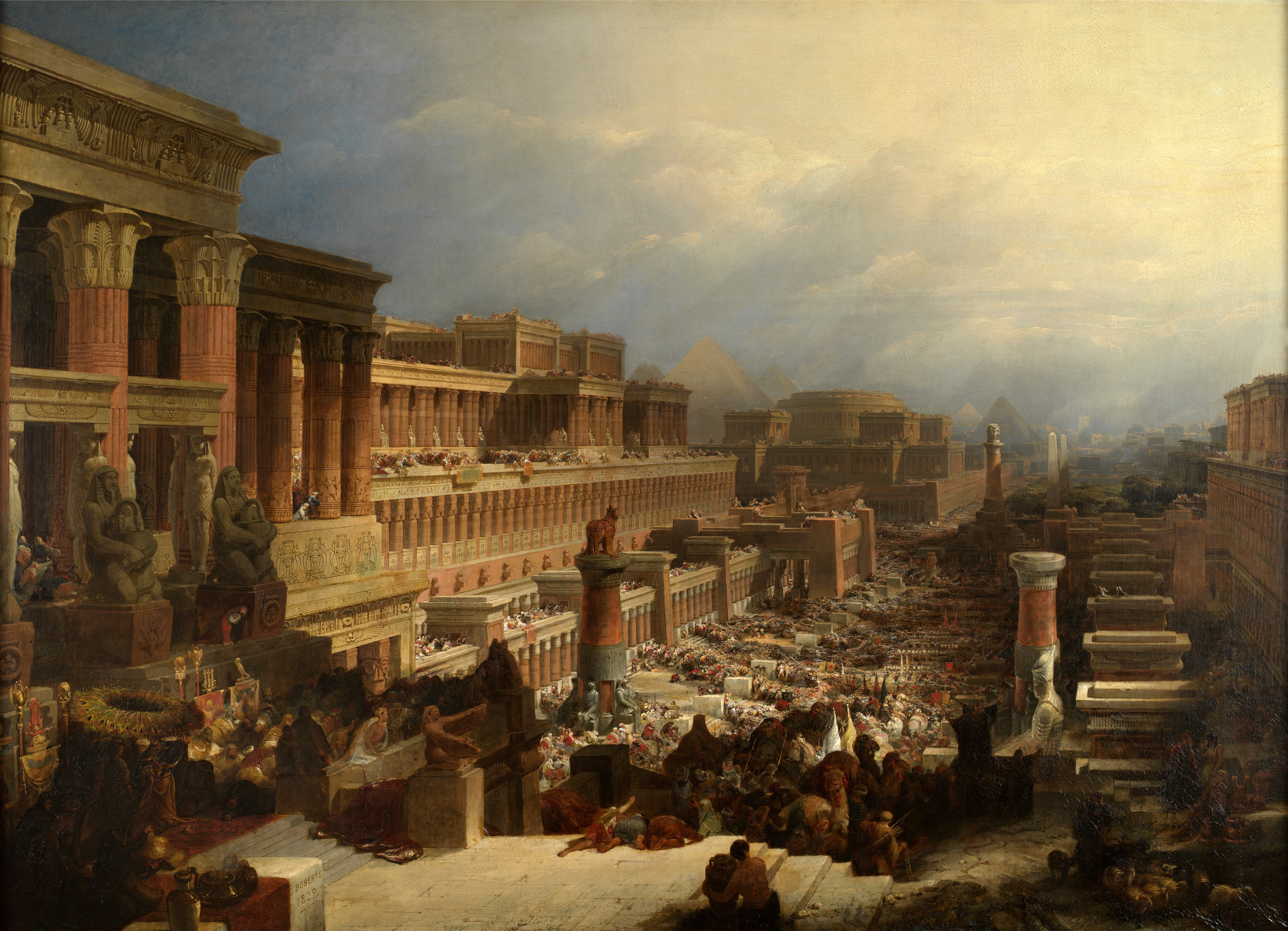
Plecarea israeliților, de David Roberts, 1829

Exodul este mitul fondator al poporului israelit, relatând cum israeliții au fost scoși din sclavie de dumnezeul lor, Iahve, prin urmare îi aparțin prin încheierea legământului mozaic. Răspândită în cărțile Exodul, Leviticul, Numerii și Deuteronomul, ea prezintă evenimentele prin care au trecut israeliții după moartea lui Iosif, plecarea lor din Egipt și pribegia în pustie, inclusiv revelațiile de pe muntele Sinai, până la sosirea lor la hotarele Canaanului.
Povestea exodului nu este istorie în sensul modern (nu au fost găsite dovezi arheologice care să susțină acuratețea istorică a poveștii biblice), ci mai degrabă o demonstrație a participării lui Dumnezeu la scrierea istoriei prin scoaterea israeliților din robie, mântuirea poporului și încheierea unui legământ. Ea a fost modelată în forma sa actuală în perioada de după Exod, dar tradițiile din spatele ei sunt mai vechi și pot fi urmărite în scrierile profeților din secolul al VIII-lea î.Hr.; nu este clar cât de departe s-ar putea întinde acele tradiții deoarece substanța lor, exactitatea și datarea au fost afectate în cele câteva secole cât povestea a fost transmisă pe cale orală.
Exodul este elementul esențial al iudaismului și chiar și astăzi este amintit zilnic în rugăciunile evreiești și sărbătorit cu ocazia Paștilor. În plus, Exodul a servit ca sursă de inspirație și model pentru mai multe grupuri non-evreiești, de la primii coloniști protestanți care au fugit de persecuție din Europa până la afro-americanii care au luptat pentru libertate și drepturi civile.
Consensul istoricilor mainstream consideră că sclavia a milioane de evrei în Egipt și exodul a milioane de evrei din Egipt sunt evenimente lipsite de istoricitate. Peter Enns, un cercetător evanghelic, fost profesor la Seminarul Teologic Westminster⁠(en)[traduceți], actualmente titular al catedrei stipendiate⁠(en)[traduceți] de studii biblice de la Eastern University⁠(en)[traduceți], deși credea pe atunci că Biblia este infailibilă, recunoștea următoarele: pentru poziția că relatarea biblică a Exodului s-ar fi petrecut în mod real nu există dovezi, iar pentru poziția că relatarea ar putea fi plauzibilă (nu dovedită) există cărțile unora ca Hoffmeier și Kitchen. Conform lui William Dever, pentru poziția că evreii au provenit din populația canaanită există dovezi copleșitoare, ceea ce „elimină posibilitatea exodului din Egipt sau a unui pelerinaj de patruzeci de ani prin deșert”. Consensul modern al istoricilor este că nu a existat vreun exod de proporțiile descrise în Biblie și că relatarea trebuie privită ca teologie și nu ca istorie, teologie care ilustrează cum Dumnezeul lui Israel a acționat pentru a-și salva și întări propriul popor. Conform lui Shaye J. D. Cohen (profesor la Universitatea Harvard), „Cei mai mulți israeliți erau de origine canaanită; strămoșii lor nu au participat la un Exod din Egipt; Israeliții nu au construit piramidele!!!”

## Rezumatul narațiunii
Povestea Exodului este relatată în cărțile Exodul, Leviticul, Numerii și Deuteronomul, ultimele patru din cele cinci cărți ale Torei (numite, de asemenea, Pentateuh). Ea prezintă evenimentele prin care au trecut israeliții după moartea lui Iosif, plecarea lor din Egipt și pribegia în pustie, inclusiv revelațiile de pe muntele Sinai, până la sosirea lor în hotarele Canaanului.
Povestea începe cu aflarea israeliților în sclavie în Egipt. Moise îi conduce afară din Egipt și prin pustiu către Muntele Sinai, unde Iahve se dezvăluie pe sine și le oferă un Legământ: ei trebuie să păstreze Tora (poruncile și instrucțiunile de acolo) și în schimb el va fi dumnezeul lor și le va da în stăpânire țara Canaanului. Leviticul dezvăluie legile lui Dumnezeu. Cartea Numerii relatează cum israeliții, conduși acum de dumnezeul lor, Iahve, călătoresc de la Sinai spre Canaan, dar atunci când iscoadele lor au raportat că terenul este locuit de uriași ei au refuzat să meargă acolo și Iahve i-a condamnat să rămână în deșert până când generația care a părăsit Egiptul va muri. După treizeci și opt de ani în oaza de la Cadeș-Barnea următoarea generație călătorește la frontierele Canaanului, unde Moise li se adresează pentru ultima oară și le dă în continuare legi. Exodul se încheie cu moartea lui Moise pe Muntele Nebo și cu îngroparea lui de către Dumnezeu, în timp ce israeliții se pregătesc pentru cucerirea teritoriului Canaanului.

## Semnificație culturală
Exodul este amintit zilnic în rugăciunile evreiești și sărbătorit în fiecare an de praznicul Paștilor. Numele ebraic al acestei sărbători, Pesah, se referă la instrucțiunile date israeliților de către Dumnezeu de a pregăti pâine nedospită pentru că vor pleca din Egipt, în grabă, și pentru a unge pragul de sus și ușorile ușilor lor cu sângele mieilor sacrificați astfel ca „Îngerul Morții” sau „distrugătorul” însărcinat cu uciderea întâi-născuților din Egipt să treacă pe lângă casele lor. În ciuda relatării din Cartea Exodului, majoritatea cercetătorilor nu cred că sărbătoarea Paștilor își are originea așa cum este descris în povestea biblică.

## Alcătuire

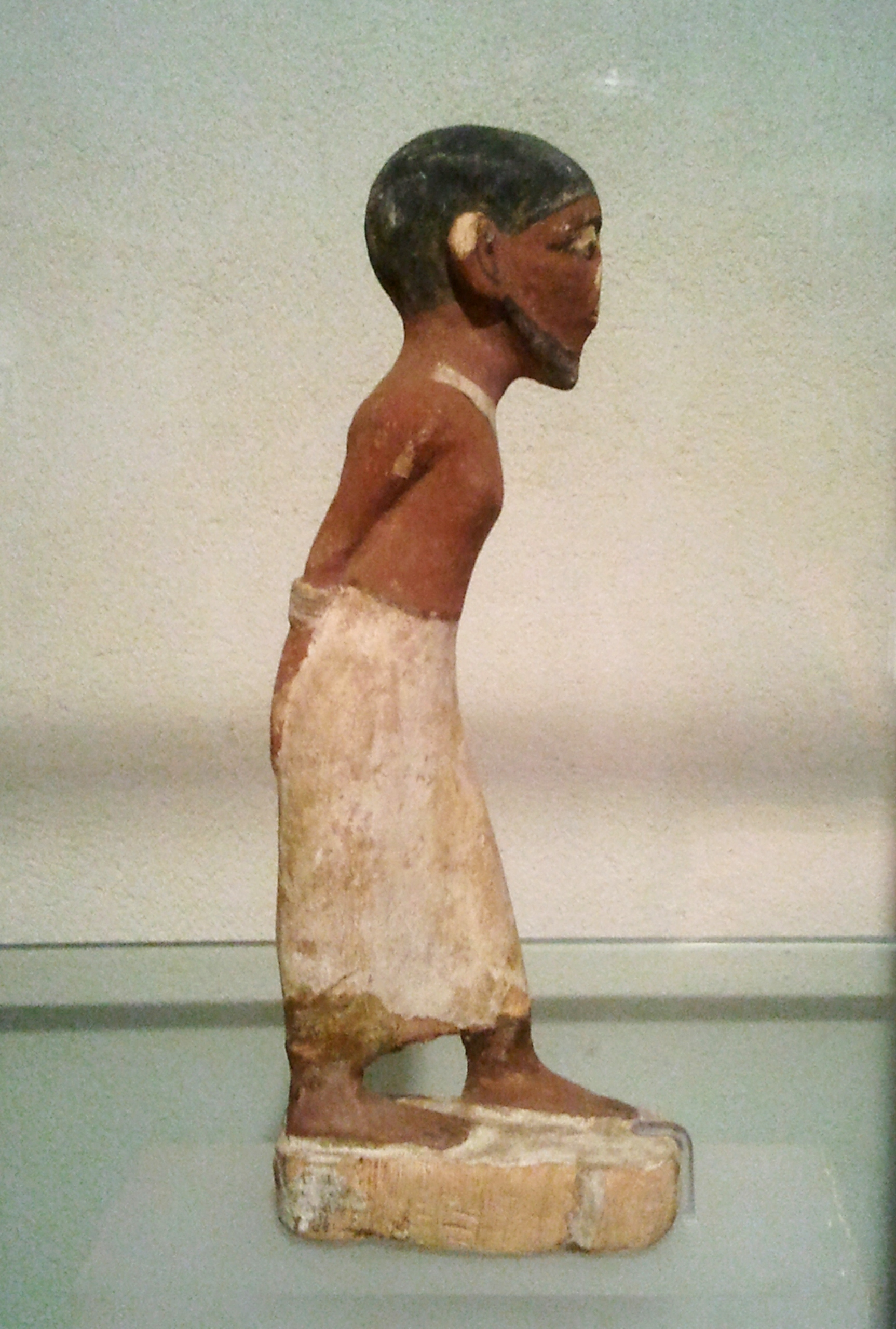
Statueta unui prizonier semit. Egiptul Antic, dinastia a 12-a (secolele 18–19 î.Hr.). Muzeul Hecht.

### Tora
Oamenii de știință sunt în general de acord că Tora a fost scrisă la mijlocul perioadei ocupației persane, aproximativ 450-400 î.Hr., deși unii plasează forma ei finală ceva mai târziu, în epoca elenistică. Multe teorii au fost avansate pentru a explica alcătuirea sa, dar două dintre ele sunt influente în mod special. Prima dintre acestea, autorizarea imperială persană, avansată de Peter Frei în 1985, susținea că autoritățile persane cereau ca evreii din Ierusalim să prezinte un singur corp de legi ca preț al autonomiei locale. Teoria lui Frei a fost deconstruită la un simpozion interdisciplinar care a avut loc în anul 2000, dar relația dintre autoritățile persane și evreii din Ierusalim rămâne o problemă crucială. Cea de-a doua teorie, numită uneori „Comunitatea Templului-Cetățean”, susține că povestea Exodului a fost compusă pentru a servi nevoilor unei comunități evreiești post-exil organizate în jurul Templului, care funcționa ca o bancă pentru cei care îi aparțineau. Tora (povestea Exodului) a servit ca o „carte de identitate” care-i definea pe membrii comunității (de exemplu, în Israel), consolidând astfel unitatea israeliților prin noile sale instituții. Ambele explicații consideră povestea Exodului ca un mit fundamental al poporului israelit, relatând cum israeliții au fost eliberați din sclavie de către Iahve și, prin urmare, îi aparțin prin legământ.
Istoria poveștii Exodului se întinde pe aproximativ două sute de ani înainte de obținerea formei sale actuale până într-un moment de la sfârșitul secolului al VII-lea î.Hr, când diverse tradiții orale și scrise au fost unite într-o formă scrisă care a reprezentat predecesoarea Torei de astăzi. Urme ale acestor tradiții apar mai întâi în profețiile lui Amos (posibil) și Osea (cu siguranță), ambii activi în Israelul din secolul al VIII-lea î.Hr., dar scripturile contemporane sudice Isaia și Mica nu conțin nici o menționare a unui Exod, ceea ce sugerează că povestea nu avea importanță în Iudeea din secolul al VIII-lea. Povestea exodului își poate avea originea cu câteva secole mai devreme, probabil în secolele al IX-lea și al X-lea, și există semne că a avut forme diferite în Israel, în regiunea Transiordania și în sudul Regatului Iuda înainte de a fi unificate în epoca persană.